# Alberto da Rivoli
Alberto da Rivoli (Rivoli, ... – ...; fl. XIII secolo) è stato un politico italiano, podestà della Compagna Communis Ianuensis nel corso del XIII secolo.

## Biografia
È ricordato da alcune guide storiche di Rivoli edite tra il XIX e il XX secolo, che si rifanno in particolare agli Annali Genovesi dell'eminente annalista Agostino Giustiniani, come potestà nel 1261. Ad una lettura diretta della fonte citata, però, si nota che il Giustiniani riporta un quasi omonimo Alberto da Rivola, potestà in Genova nel 1265, mentre non pare riportare Alberto da Rivoli, a cui tuttavia è stata intitolata una strada nel centro storico di Rivoli.
Oltre alla strada, sono scarne e problematiche le testimonianze relative a questa figura storica, verosimilmente confusa tra il XIX e il XX secolo (in particolare, nell'opera cit. a cura di Goffredo Casalis) col da Rivola. Quest'ultimo, indicato anche come Alberto da Bagno, di origine bergamasca, è attestato con sicurezza, pertanto è possibile che "Alberto da Rivoli" costituisca una falsa attestazione sulla base di un errore di trascrizione.